# Edgar Vincent D’Abernon

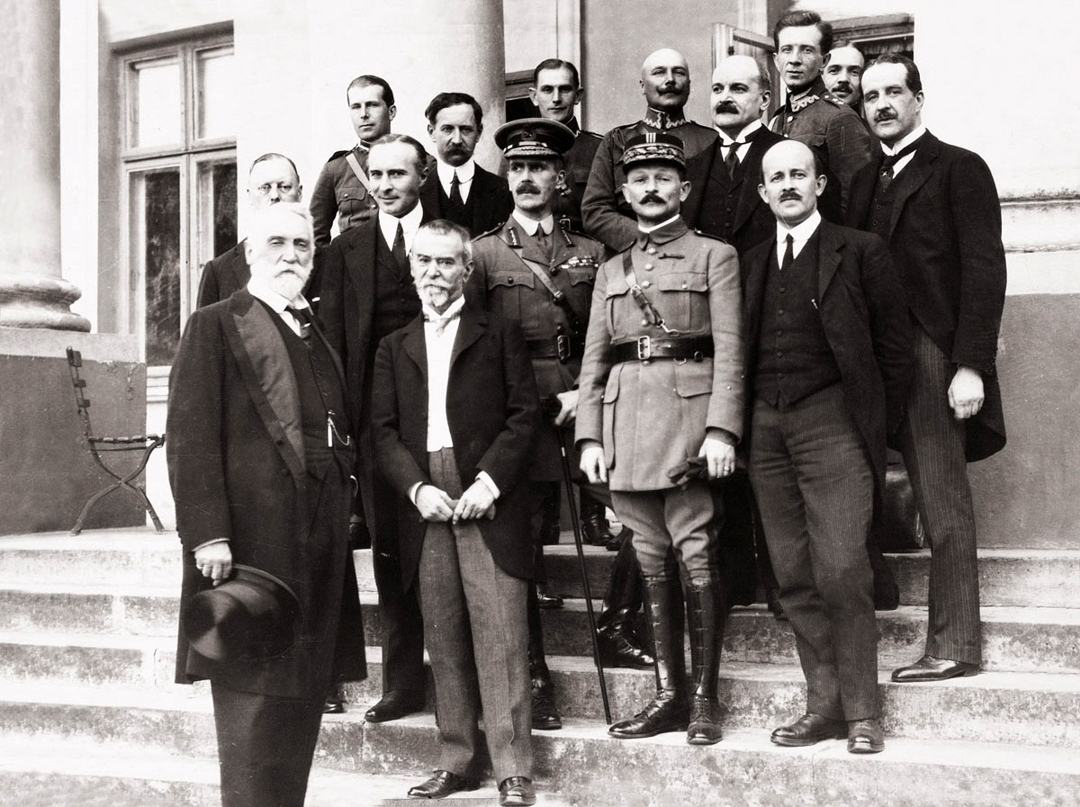
Misja Międzysojusznicza do Polski, sierpień 1920. W pierwszym rzędzie od lewej: Edgar Vincent D’Abernon, Jean Jules Jusserand, gen. Maxime Weygand, Maurice Hankey

Edgar Vincent D’Abernon (ur. 19 sierpnia 1857, zm. 1 listopada 1941) – brytyjski polityk, dyplomata, pisarz.

## Godności
Kawaler Orderu św. Michała i św. Jerzego od 1887, podniesiony do godności barona w 1914 i wicehrabiego w 1926, baroneta w 1936.

## Kariera
Był doradcą finansowym rządu Egiptu w latach 1883–1889, gubernatorem Banku Osmańskiego w latach 1889–1897, członkiem Izby Gmin w latach 1899–1906, ambasadorem w Berlinie w latach 1920–1926.
Był członkiem Misji Międzysojuszniczej do Polski w 1920. Swoje doświadczenia z tego okresu zawarł w książce The eighteenth decisive battle of the world: Warsaw, 1920 (wydanie polskie: Osiemnasta decydująca bitwa w dziejach świata pod Warszawą 1920 r. ukazało się w 1932 r., a także jako publikacja drugiego obiegu nakładem Łódzkiego Zespołu Oświaty Niezależnej w 1988; wznowienie już oficjalnie w 1990 r.).
W Polsce jego nazwisko znane jest dzięki temu, że rozszerzył listę Edwarda Sheparda Creasy’ego 15 przełomowych bitew w historii świata, włączając wymienioną wyżej książką 3 kolejne bitwy, w tym Bitwę Warszawską.
Napisał także Alcohol – Its Action on the Human Organism (Alkohol – jego wpływ na ludzki organizm) i An Ambassador of Peace (Ambasador Pokoju).
Był członkiem Royal Society oraz kolekcjonerem sztuki (głównie malarstwa angielskiego). Za pracę pisarską i wydawniczą poza granicami kraju, związaną z dziełami Pierwszego Marszałka Polski Józefa Piłsudskiego 7 listopada 1936 został mu nadany Złoty Wawrzyn Akademicki.

## Rodzina
Poślubił Helen Venetia Duncombe w 1890. Nie mieli dzieci.